# قزم أحمر

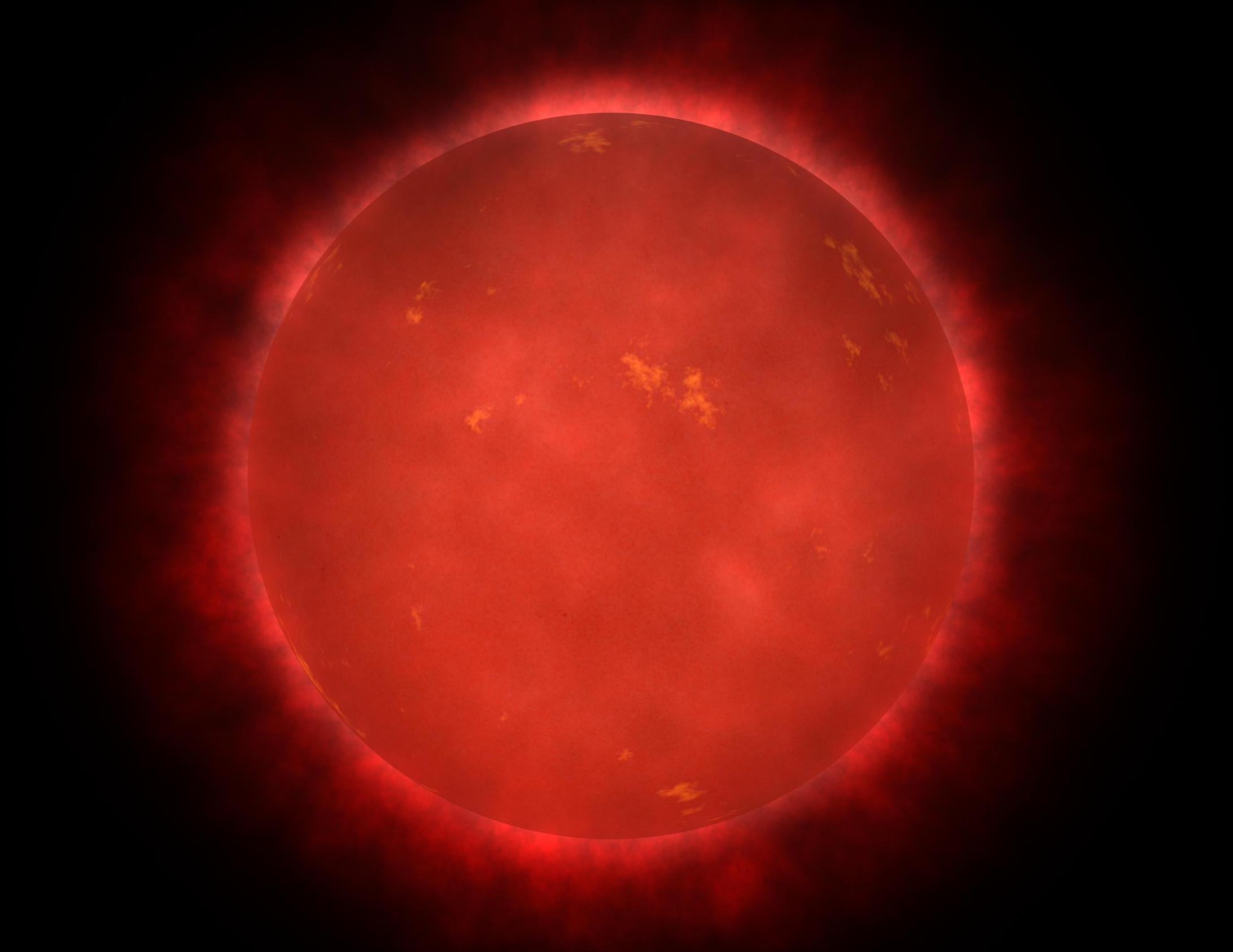
رسم فنان لقزم بارد

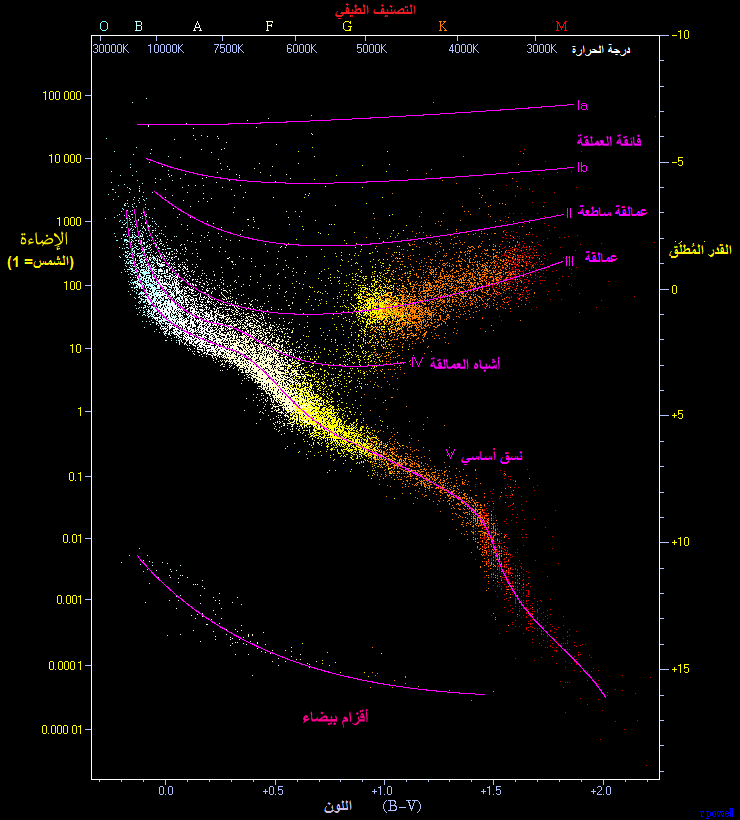
النسق الأساسي للتصنيف النجمي : الأقزام الباردة توجد في الأسفل على اليمين.
المحور الأفقي: التصنيف الطيفي، المحور الرأسي : القدر المطلق والسطوع. موقع الشمس في وسط النسق الأساسي V ولونها أصفر.

القزم البارد أو القزم الأحمر هو نوع من النجوم صغيرة وباردة نسبياً، ذات تصنيف طيفي من نوع-M أو نوع- K المتأخر. معظم النجوم قزمة وذات درجة حرارة على سطحها أقل من 3.500 كلفن، ولها كتلة أقل من نصف كتلة الشمس (وتصل حتى 0,075 من كتلة الشمس في حالة النجوم الهزيلة).
ويسمى القزم بالبارد نظرًا لبرودة حرارة سطحه، وهو ما يجعله أحمر اللون، وهدوء تطوره الذي يستغرق مليارات السنين حتى يتحول من قزم بارد إلى قزم واقد، غير أن عمر الكون لم يسمح بعد باختبار صحة هذا القول، ولم يرصد العلماء أقزام واقدة حتى الآن.
توجد نجوم الأقزام الباردة بكثرة في مجرة درب التبانة وكذلك قريبا من الشمس . ونظرا لضعف ضوؤها فليس من السهل مشاهدتها من الأرض، فهي لا ترى بالعين المجردة . ولا بد من الاستعانة بتلسكوب لرؤيتها أو رصدها . أحد تلك الأقزام الباردة قنطور الأقرب وهو أقرب النجوم إلى الشمس وبالتالي أقرب النجوم إلى الأرض، ويبعد عنا نحو 22و4 سنة ضوئية . نوع طيف القنطور الأقرب من فئة M5 ، ويبلغ لمعانه 11 قدر ظاهري . أقزام باردة أخرى قريبة من الشمس تجدها في قائمة أقرب النجوم إلينا.
تضع أحدث الدراسات الاستقصائية معظم نجوم التسلسل الرئيسي في النوعين الطيفيين L2 أو L3. في نفس الوقت ، العديد من الأجسام الأكثر برودة من حوالي M6 أو M7 هي أقزام بنية، وهي ذات كتلة غير كافية للحفاظ على اندماج الهيدروجين -1. وهذا يعطي تداخلا كبيرا في الأنواع الطيفية للأقزام الحمراء والبنية. قد يكون من الصعب تصنيف تلك الأقزام في هذا النطاق الطيفي.

## صفاته
تنشأ كتلة قزم بارد بين 5و7% إلى 57 % من كتلة الشمس . فإذا كانت كمية المادة المتجمعة فيه صغيرة فلا يحدث فيه اندماج الهيدروجين ، وتضع أحدث الدراسات الاستقصائية معظم نجوم التسلسل الأساسي في النوعين الطيفيين L2 أو L3. في نفس الوقت ، العديد من الأجسام الأكثر برودة من حوالي M6 أو M7 هي أقزام بنية ، وهي ذات كتلة غير كافية للحفاظ على اندماج الهيدروجين -1. وهذا يعطي تداخلا كبيرا في الأنواع الطيفية للأقزام الحمراء والبنية. قد يكون من الصعب تصنيف الأجرام في هذا النطاق الطيفي. يصبح النجم نجمًا هزيلًا. وتبلغ كتلة قزم بارد من نوع الطيف في العادة نحو 10% من الكتلة الشمسية ، ويكون قطره نحو 15% من قطر الشمس.
ونظرا لقلة المادة في القزم البارد فيجرى فيه تحول الهيدروجين إلى الهيليوم عن طريق سلسلة تفاعل بروتون-بروتون وهذا يجري بطيئا . ولهذا تبقى درجة حرارة سطحه بين 2200 و 3800 كلفن (بالمقارنة بالشمس فتبلغ درجة حرارة سطحها 5800 كلفن، أما درجة حرارة «قلبها» حيث يحدث الاندماج النووي فتبلغ نحو 14 مليون كلفن). لهذا يصدر نوع القزم البارد ضوءا في نطاق الأشعة ذات طول موجة طويلة (أي أشعة حمراء و اشعة تحت الحمراء) ،ويكون ضياؤها ضعيفا (بين 01و0 % إلى 5% من ضياء الشمس).
يسير انتقال الحرارة في القزم البارد بطريقة الحمل الحراري فقط . ولا تستطيع الفوتونات الناشئة في باطن القزم البارد الوصول إلى السطح نظرا لكثافة المادة فيه ويكون انتقال الطاقة فيه بالحمل الحراري. كما تقل درجة حرارة الأقزام الباردة عن درجة حرارة الشمس بفرق كبير ولهذا فهي أكثر كثافة من الشمس وبالتالي تعتبر معتمة بالنسبة لانتقال الضوء من باطنها إلى السطح.

## أقزام حمراء قريبة

مقارنة الأحجام ودرجة الحرارة للشمس و الأقزام الحمراء Gliese 229 و Teide 1 و كوكب المشتري.

| الاسم        | الكتلة   | نصف القطر | الضياء       | الكثافة |
| ------------ | -------- | --------- | ------------ | ------- |
| نجم السهم    | 0,170 M☉ | 0,20 R☉   | 0,000.441 L☉ | 21 ρ☉   |
| غلييزا 581   | 0,330 M☉ | 0,38 R☉   | 0,002.000 L☉ | 6 ρ☉    |
| لالاند 21185 | 0,460 M☉ | 0,40 R☉   | 0,001.600 L☉ | 7 ρ☉    |
| نجم لويتن    | 0,257 M☉ | 0,26 R☉   | 0,001.400 L☉ | 15 ρ☉   |
| قنطور الأقرب | 0,123 M☉ | 0,15 R☉   | 0,000.138 L☉ | 36 ρ☉   |
| روس 154      | 0,170 M☉ | 0,24 R☉   | 0,000.507 L☉ | 12 ρ☉   |
| وولف 359     | 0,090 M☉ | 0,16 R☉   | 0,000.101 L☉ | 22 ρ☉   |
| واي زد قيطس  | 0,085 M☉ | 0,11 R☉   | 0,000.184 L☉ | 65 ρ☉   |

## تطورها
نظرا لأن انتقال الحرارة في القزم البارد تكون بطريقة الحمل الحراري فلا يتجمع الهيليوم المتكون من اندماج الهيدروجين في قلب النجم (في الشمس مثلا يتجمع في قلبها العناصر الثقيلة ومن ضمنها الهيليوم، ويسير فيها انتقال الحرارة بالإشعاع والحمل) . لهذا يمكن لقزم بارد تحقيق الاندماج لنسبة أعلى من الهيدروجين قبل مغادرته النسق الأساسي للنجوم . وهذا يفسر عمر الأقزام الباردة الطويل، الذي يبلغ بحسب كتلته 10 مليارات سنة أو أكثر . وحتى يومنا هذا فلم ينطفيء واحد منهم، ومنهم ما يتكون حديثا . ولهذا فإن عددهم كبر جدا . وكلما قلت كتلة الواحد منهم طالما طال بقاء القزم البارد في مرحلة النسق الاساسي، وقد تطول عن العمر التقديري للكون البالغة نحو 7و13 مليار سنة .
بعدما يستهلك كل الهيدروجين في باطن القزم البارد ويتحول إلى هيليوم بدأ النجم في الانكماش . وتتحول الطاقة الناتجة عن انكماشه بسبب الجاذبية إلى حرارة . ويتم انتقال تلك الطاقة المكونة الإضافية أيضا بطريق الحمل الحراري بين باطن النجم وسطحه. ويستمر إلى بعض الوقت تفاعل الهيدروجين ويتحول إلى هيليوم وذلك في طبقات النجم العليا .
. يصل بعد ذلك القزم البارد إلى مرحلة قزم أشعل . ولا تتحول الأقزام الباردة إلى عمالقة حمر (كما هو الحال مثلا بالنسبة لنجم في حجم الشمس) ، حيث لا يمكن لاندماج الهيليوم في القزم البارد بسبب قلة كتلته.

## المشاهدة

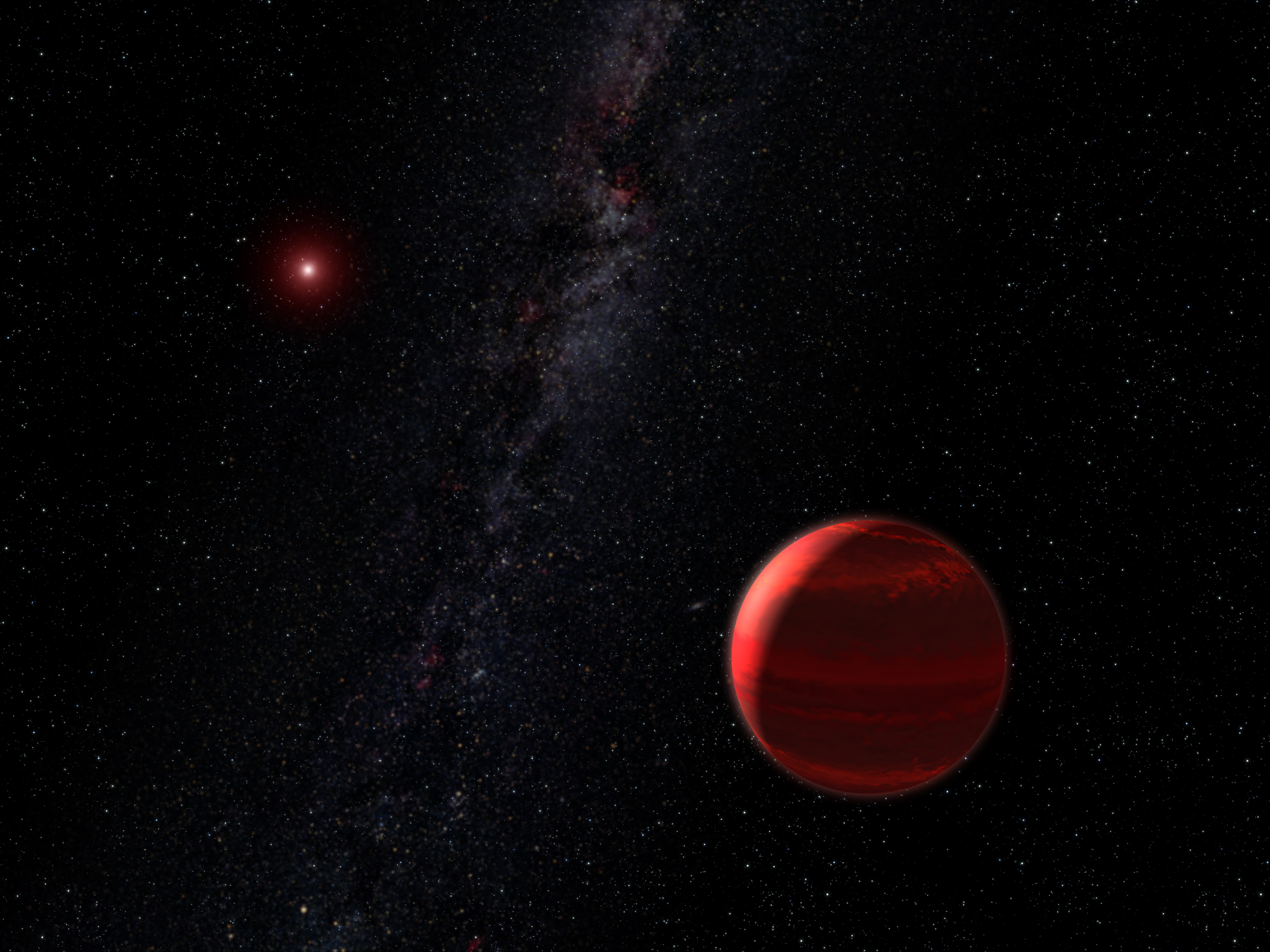
صورة تخيلية: كوكب يدور في فلك حول قزم أحمر.

ضياء الأقزام الباردة يكون ضعيفا، ولذلك لا يمكن رؤيا واحد منهم بالعين المجردة . وأقرب النجوم إلى الشمس هو القزم البارد بروكسيما القنطور وهو من تصنيف طيفي M5 ويبعد عنا نحو 22و4 سنة ضوئية ، ويبلغ لمعانه 11 قدر ظاهري. من أقرب 30 نجم إلى الشمس هي عبارة عن 20 قزم بارد. وبعض تلك الأقزام الباردة تبدى ظاهرة التوهج ، حيث يشتد سطوع النجم . وتعد تلك الاقزام الباردة المتوهجة أحد أنواع النجوم المتغيرة من نوع UV-Ceti . وإذا تمكنا من رصد بقع نحمية على أحد الأقزام الباردة فيكون من فئة أخرى تسمى BY-Draconis . وكلا النوعين عبارة عن «دينامو» نشيط، حيث ينشأ عليه مجالا مغناطيسيا بسبب اقتران انتقال الحرارة فيه مع حركته الدورانية حول محوره . ويبدو أن تلك الظاهرة ظاهرة واضحة في الاقزام الباردة حيث أن ضياؤها قليل نسبيًا مما يجعل توهجها بين الحين والآخر واضحًا. ونظرا لانحفاض ضياء الأقزام الباردة فلا يمكن مشاهدتها في المجرة إلا في حدود مسافات قصيرة .
تحوي قائمة أقرب النجوم إلينا على نحو 20 نجما من نوع القزم البارد، وهم يبعدون عنا أكثر من 15 سنة ضوئية (بالمقارنة بقطر مجرة درب التبانة فهو يبلغ نحو 150.000 سنة ضوئية.)

## اقرأ أيضا
- نجوم النسق الأساسي نوع-K
- نجوم النسق الأساسي نوع-G
- نجوم النسق الأساسي نوع-F
- نجوم النسق الأساسي نوع-A
- نجوم النسق الأساسي نوع-B
- نجوم النسق الأساسي نوع-O
- قنطور الأقرب
- نجم أحمر تيجاردن
- وولف 359
- غلييزا 581
- غليزا 876
- واي زد قيطس
- تاو قيطس
- قائمة أقرب النجوم إلينا
- غليزا 422